# Stenavan (Råneå socken, Norrbotten)
Stenavan är en sjö i Bodens kommun i Norrbotten och ingår i Råneälvens huvudavrinningsområde.